# سفارة المملكة المتحدة في المجر
سفارة المملكة المتحدة في المجر هي أرفع تمثيل دبلوماسي لدولة المملكة المتحدة لدى المجر. تقع السفارة في 2nd district of Budapest ‏ وهي تهدف لتعزيز المصالح البريطانية في المجر.

## وصلات خارجية
- الموقع الرسمي
- قائمة سفارات المملكة المتحدة
- قائمة السفارات في المجر